# Halfcocked
Halfcocked es un grupo musical de Hard rock proveniente de la ciudad de Boston en los Estados Unidos. Fue formado en 1997. Su canción Bad reputation (originalmente de Joan Jett and The Blackhearts) fue una de las canciones de la banda sonora de la película Shrek.

## Discografía

### Álbumes
- Sell Out (1998)
- Occupation: Rock Star (2000)
- The Last Star (2001)

- Datos: Q3125953